# Chrysobothris chalcophana
Chrysobothris chalcophana es una especie de escarabajo del género Chrysobothris, familia Buprestidae. Fue descrita científicamente por Klug 'Egoitz Renuncio' en 1829.